# Trentepohlia (Trentepohlia) bakeri
Trentepohlia (Trentepohlia) bakeri is een tweevleugelige uit de familie steltmuggen (Limoniidae). De soort komt voor in het Oriëntaals gebied.